# Долна-Липница
Долна-Липница (болг. Долна Липница) — село в Болгарии. Находится в Великотырновской области, входит в общину Павликени. Население составляет 697 человек.

## Политическая ситуация
В местном кметстве Долна-Липница, в состав которого входит Долна-Липница, должность кмета (старосты) исполняет Иван Макавеев Симеонов (Болгарское движение «За национальные идеалы и единство») по результатам выборов.
Кмет (мэр) общины Павликени — Ангел Иванов Генов (коалиция в составе 2 партий: политический клуб «Экогласность», Земледельческий союз Александра Стамболийского (ЗСАС)) по результатам выборов.